# Irina Vostrikovová
Irina Vostrikovová (rusky Ирина Вострикова; * 30. srpna 1970) je bývalá ruská atletka, jejíž specializací byl víceboj.
V roce 1996 vybojovala na halovém ME ve Stockholmu bronzovou medaili v pětiboji (60 m překážek, skok do výšky, vrh koulí, skok daleký, běh na 800 m). O čtyři roky později na halovém ME v Gentu si vytvořila výkonem 4 615 bodů nový osobní rekord, což stačilo na stříbrnou medaili. Zlato získala Němka Karin Ertlová (4 671 bodů).
V roce 1997 získala stříbrnou medaili na světové letní univerziádě v Catanii a na světovém šampionátu v Athénách dokončila sedmiboj na 8. místě. Na Mistrovství světa v atletice 1999 v Seville skončila na 13. místě.

## Osobní rekordy
- pětiboj (hala) – 4 615 bodů – 25. únor 2000, Gent
- sedmiboj (dráha) – 6 390 bodů – 22. května 1997, Krasnodar